# Umberto Scarpelli
Umberto Scarpelli (né le 25 mai 1904 à Orvieto et mort le 15 mai 1980 à Rome) est un scénariste, réalisateur et directeur de production italien.

## Filmographie

### Assistant réalisateur
De 1933 à 1951, il a été assistant réalisateur de Mario Bonnard, Goffredo Alessandrini, Nunzio Malasomma, Vittorio De Sica et Curzio Malaparte.

### Réalisateur
- 1943 : Sant'Elena, piccola isola, coréalisé avec Renato Simoni
- 1944 : Gran premio
- 1952 : Les hommes ne regardent pas le ciel (Gli uomini non guardano il cielo)
- 1960 : Le Bal des espions
- 1961 : Le Géant de Métropolis (Il gigante di Metropolis)

### Scénariste
- 1943 : Sant'Elena, piccola isola, d'Umberto Scarpelli et Renato Simoni
- 1944 : Gran premio de Giuseppe Musso et Umberto Scarpelli
- 1952 : Les hommes ne regardent pas le ciel (Gli uomini non guardano il cielo) d'Umberto Scarpelli
- 1960 : Il principe fusto de Maurizio Arena
- 1960 : Le Bal des espions de Michel Clément et Umberto Scarpelli
- 1961 : Le Géant de Métropolis (Il gigante di Metropolis) d'Umberto Scarpelli

### Directeur de production
- 1941 : Noces de sang (Nozze di sangue) de Goffredo Alessandrini
- 1947 : Uomini e cieli de Francesco De Robertis
- 1948 : Le Voleur de bicyclette de Vittorio De Sica
- 1951 : Miracle à Milan de Vittorio De Sica
- 1954 : Lacrime d'amore de Pino Mercanti